# 金衍洙
金 衍洙（朝鮮語: 김연수、キム・ヨンス、1970年 - ）は、韓国の小説家。

## 略歴
慶尚北道金泉生まれ、成均館大学英語英文学科を卒業した。大学3年生の1993年、季刊"作家の世界"夏号に時<強化について>他4編を発表し、詩人に登壇し、翌1994年に長編小説 <仮面を指して歩く>に第3回作家世界文学賞を受賞して小説家として創作活動を開始した。
長編小説<グッパイ、イサン>で2001年に東西文学賞を受けており、短編小説集<私がまだ子供だったとき>に2003年同人文学賞を、短編小説集<私はゴーストライターです>で、2005年大山文学賞を、短編小説 "月に間のコメディアン>に2007年ファン•スンウォン文学賞を、短編小説 "歩いている人の5つの楽しみ>に2009年以上の賞を受けた。
大衆音楽評論家やジャーナリストとしても活動し、 2009年に公開されたホン・サンス監督の「よく知りもしない」に出演している。
1993年に登壇して以来、20年以上にわたり、韓国文学界の中心で精力的な活動を繰り広げている。彼は、「現世代の最も知'性的な作家」という評価にふさわしく、人文学に関する豊かな教養をもっ小説家で、科学知識から歴史に至るまでの豊富な資料を巧みに組み合わせ、小説を書くのに長けている。

## 受賞歴
- 1994年 作品名　"仮面を指して歩く"　-　 第3回作家世界文学賞
- 2001年 作品名　"クッパイ、イサン" 　-　 東西文学賞
- 2003年 作品名　"私はまだ子供だったとき"　-　同人文学賞
- 2005年 作品名　"ぼくは幽霊作家です"　-　大山文学賞
- 2007年 作品名　"月に行ったコメディアン"　-　ファン・スンウォン文学賞
- 2009年 作品名　"歩いている人の5つの楽しみ"　-　李箱文学賞

## 邦訳作品
- 『世界の果て、彼女』呉永雅 訳 クオン 新しい韓国の文学、2014年
- 『ワンダーボーイ』きむふな 訳 クオン 新しい韓国の文学、2016年
- 『ぼくは幽霊作家です』橋本智保 訳 新泉社 韓国文学セレクション、2020年
- 『夜は歌う』橋本智保 訳 新泉社 韓国文学セレクション、2020年
- 『四月のミ、七月のソ』松岡雄太 訳 駿河台出版社 2021年
- 『ニューヨーク製菓店』崔真碩 訳 クオン 韓国文学ショートショート、2022年
- 『波が海のさだめなら』松岡雄太 訳 駿河台出版社 2022年
- 『七年の最後』橋本智保 訳 新泉社 韓国文学セレクション、2023年

## 代表作品

### 長編小説
- 1994年、仮面を指して歩く(가면을 가리키며 걷기)
- 1997年、7番国道(7번국도)
- 2001年、グッパイ、イサン(꾿빠이 이상)
- 2003年、愛なんて、ソンヨン(사랑이라니, 선영아)
- 2007年、あなたが誰とか、どのぐらい寂しいか(네가 누구든 얼마나 외롭든)
- 2008年、夜は歌う(밤은 노래한다)
  - 橋本智保 訳 新泉社 2020年
- 2010年、7番国道REVISITED(7번국도 REVISITED)
- 2012年、ワンダーボーイ(원더보이)
  - きむふな 訳  クオン 2016年
- 2012年、波が海のさだめなら(파도가 바다의 일이라면)
  - 松岡雄太 訳 駿河台出版社 2022年

### 小説集
- 2000年、二十歳(스무살)
- 2002年、私がまだ子供だったとき(내가 아직 아이였을때)
- 2005年、ぼくは幽霊作家です(나는 유령작가입니다)
  - 橋本智保 訳 新泉社 2020年
- 2009年、世界の果て、彼女(세계의 끝 여자친구)
  - 呉永雅 訳 クオン 2014年
- 2013年、四月のミ、七月のソ(사월의 미, 칠월의 솔)
  - 松岡雄太 訳 駿河台出版社 2021年
- 2019年、ニューヨーク製菓店(뉴욕 제과점)
  - 崔真碩 訳 クオン 2022年

### エッセイ集
- 2004年、青春の文章(청춘의 문장들)
- 2007年、読んで、聞いて、走る(읽GO 듣GO 달린다)
- 2008年、旅行する権利(여행할 권리)
- 2012年、負けないという話(지지 않는 다는 말)